# موسسه فرگشت
مؤسسه فرگشت (انگلیسی: Evolution Institute)) یک سازمان غیرانتفاعی است که مأموریت آن به‌کارگیری راه حل‌های مبتنی بر علم و استفاده از بهترین شیوه‌های مبتنی بر شواهد برای حل فوری‌ترین مسائل اجتماعی امروزی برای بهبود کیفیت زندگی است.
این موسسه توسط دیوید اسلون ویلسون و جری لیبرمن در سال ۲۰۰۸ تأسیس شد و در نزدیکی تامپا، فلوریدا مستقر است. میشل شیمبرگ رئیس فعلی هیئت مدیره این سازمان است. او به خاطر تجربه اش در حمایت از سیاست مدرسه، استراتژی‌های مسکن و مدیریت سازمان شناخته شده‌است.